# Friedrich Karl Ströher

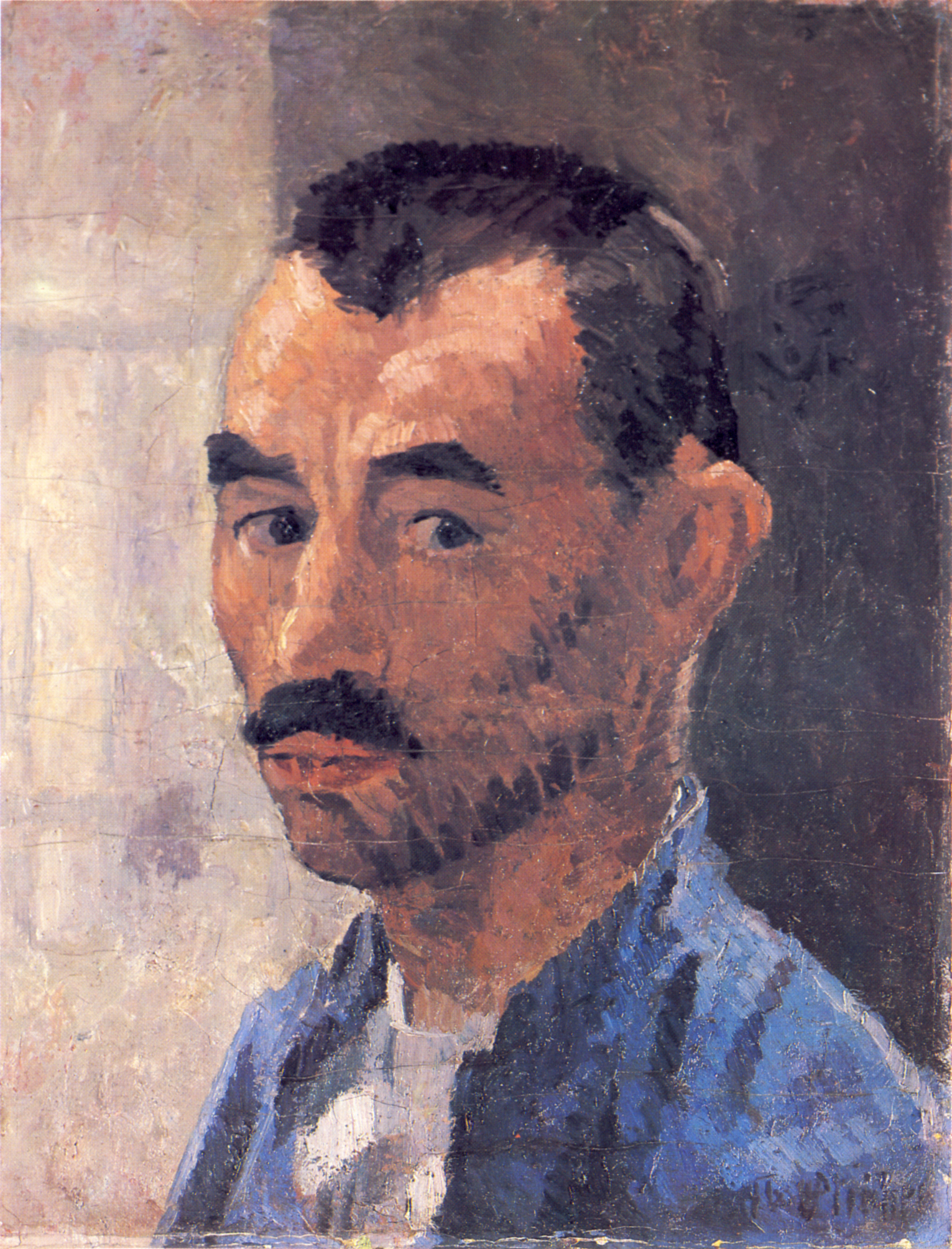
Friedrich Karl Ströher – Selbstbildnis (1916)

Friedrich Karl Ströher (* 3. September 1876 in Irmenach/Hunsrück; † 14. Dezember 1925 ebenda) war ein deutscher Maler, Grafiker und Bildhauer.
Er gilt heute als einer der bedeutendsten und bekanntesten Künstler des Hunsrück.

## Biographie
Ströher wurde am 3. September 1876 in Irmenach geboren. Nach dem Besuch der dortigen Volksschule machte er eine Malerlehre, zunächst bei seinem älteren Bruder, anschließend in einem Malerbetrieb in Bernkastel-Kues. Während seiner Lehrjahre zog er sich ein Herzleiden zu, das ihm sein Leben lang Beschwerden bereitete. Nach dem Abschluss der Lehre ging er ab 1894 auf Wanderschaft als Stubenmaler, hauptsächlich in Südwestdeutschland. Während eines Aufenthaltes in Frankfurt am Main kam er zum ersten Mal mit sozialistischem Gedankengut in Berührung. Im Winter 1894/95 wie auch im darauffolgenden Winter besuchte er die Zandersche Malschule in Halle an der Saale, im Sommer 1895 war er auf Wanderschaft in Nord- und Mitteldeutschland. 1896 verließ er Halle endgültig mit dem Ziel München, am Ende gelangte er aber bis nach Zürich. Dort besuchte er während der Wintermonate die Kunstgewerbeschule Zürich, während er in den Sommermonaten auf Wanderschaft ging. 1897 und 1898 reiste er bis nach Bukarest. Die Zürcher Zeit hat besonders seine politische Einstellung geprägt. In der liberalen Schweiz kam er sowohl mit sozialdemokratischem als auch anarchistischem Gedankengut in Berührung, was dazu führte, dass er schließlich selbst zum Anarchisten wurde.
Schließlich zog die geplante Weltausstellung Ströher 1899 nach Paris. Hier konnte er an der Akademie Colarossi studieren, und Ströher wandelte sich zunehmend zum „Künstler“ – obwohl er selbst eigentlich hatte „Maler“ (Stubenmaler) hatte bleiben wollen. 1901 reiste er zum ersten Mal nach Berlin, wo es ihm durch Vermittlung von Walter Leistikow gelang, ein erstes Gemälde von der Berliner Secession ausstellen zu lassen. In den folgenden Jahren wechselte Ströher mehrfach zwischen Paris und Berlin hin und her, bis er schließlich ab 1905 als Meisterschüler von Arthur Kampf an der Berliner Akademie der Künste angenommen wurde. In den Jahren 1910 bis 1912 führten ihn drei Reisen nach Südfrankreich und Spanien. Im Jahr 1912 kehrte Ströher krank von seinem zweiten Spanienaufenthalt zurück. Einen Abszess unter dem linken Rippenbogen kurierte er über mehrere Jahre in der Gochtschen Villa, dem Landsitz des Röntgenologen und seines späteren Förderers Hermann Gocht aus.
Im Mai 1917 wurde Ströher als Rekrut zum Landsturm einberufen und als Pferdepfleger nach Straßburg abkommandiert. Nach dem Ende des Krieges kehrte er zunächst nach Berlin zurück, bis er sich nach einigem Hin und Her schließlich entschied, sich dauerhaft in seinem Heimatort Irmenach niederzulassen. 1921 war er Mitgründer und Vorstand vom Künstlerbund Westmark. Am Waldrand baute er sich ein kleines Haus, das er 1922 mit seiner Frau Charlotte, geb. Geisler, die er im Mai 1922 geheiratet hatte, bezog. Im Jahr 1923 wurde er das einzige Kind des Ehepaares, der Sohn Peter, geboren.
Im November 1925 verschlimmerte sich Ströhers Herzleiden plötzlich, und er verstarb am 14. Dezember 1925 in seinem Heimatort. Auf dem Irmenacher Friedhof befindet sich an der Stelle, wo sein Grab lag, heute ein Gedenkstein. Seine Frau Charlotte überlebte ihn um 66 Jahre – sie verstarb im Jahr 1991.
Sein Leben als Handwerker wie als Künstler war stets von Armut, Krankheit und Entbehrungen gekennzeichnet. Hinzu kam, dass er sich in seiner Kunst oft unverstanden fühlte. Durch die Beschäftigung mit Tolstoi war er zu der Überzeugung gelangt, dass Kunst dem Volk gehören müsse. Besonders in seinen letzten Lebensjahren suchte er dies umzusetzen, indem er verstärkt zur Holzschnitttechnik überging, die eine günstige Reproduktion von Kunstwerken ermöglichte. Allerdings fand er mit seinen (damals!) ungewöhnlichen Farben und Tönen unter der Bevölkerung nur wenig Anerkennung, gelegentlich wurde ihm sogar Feindseligkeit entgegengebracht – wofür sicherlich auch seine politische Überzeugung Grund war. Insgesamt zeigen seine Werke eine ungeheure Vielfalt an Stilen und Formen, er „probierte“ sich in vielerlei Stilrichtungen (etwa Jugendstil, Impressionismus, Expressionismus).
Nach seinem Tod hütete seine Frau Charlotte den größten Teil seiner Werke, teilweise kaufte sie sogar Werke, die Ströher zuvor verkauft hatte, wieder zurück. Nach dem Tod des Sohnes Peter im Jahr 2007 ging der größte Teil der Sammlung an das Hunsrück-Museum Simmern über, wo eine Dauerausstellung gezeigt wird.

## Aus der Literatur
„Da sondert sich hoch oben hinterm Dorf Meister Ströher, nachdem er in Paris, Spanien, Berlin die große Welt gesehen, in Aehren- und Waldesstille, im Eigenheim von der lauten Menge. Von innerer Leidenschaft beben seine markiggeschnittenen Köpfe. Die Glut des Sommers und der Erntearbeit wogt durch seine kleinen bunten Holzschnitte.“ (Ludwig Mathar)

## Ausgewählte Werke

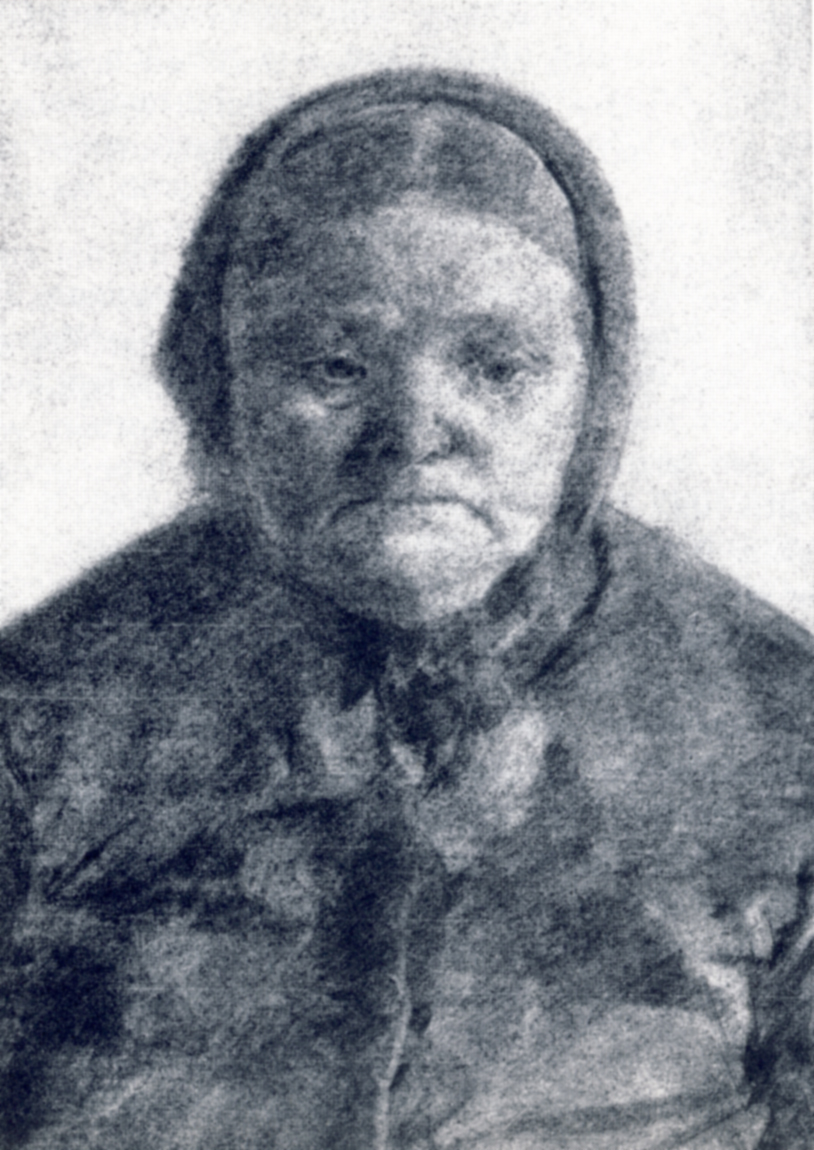
Bildnis der Mutter (Kohlezeichnung, um 1898)
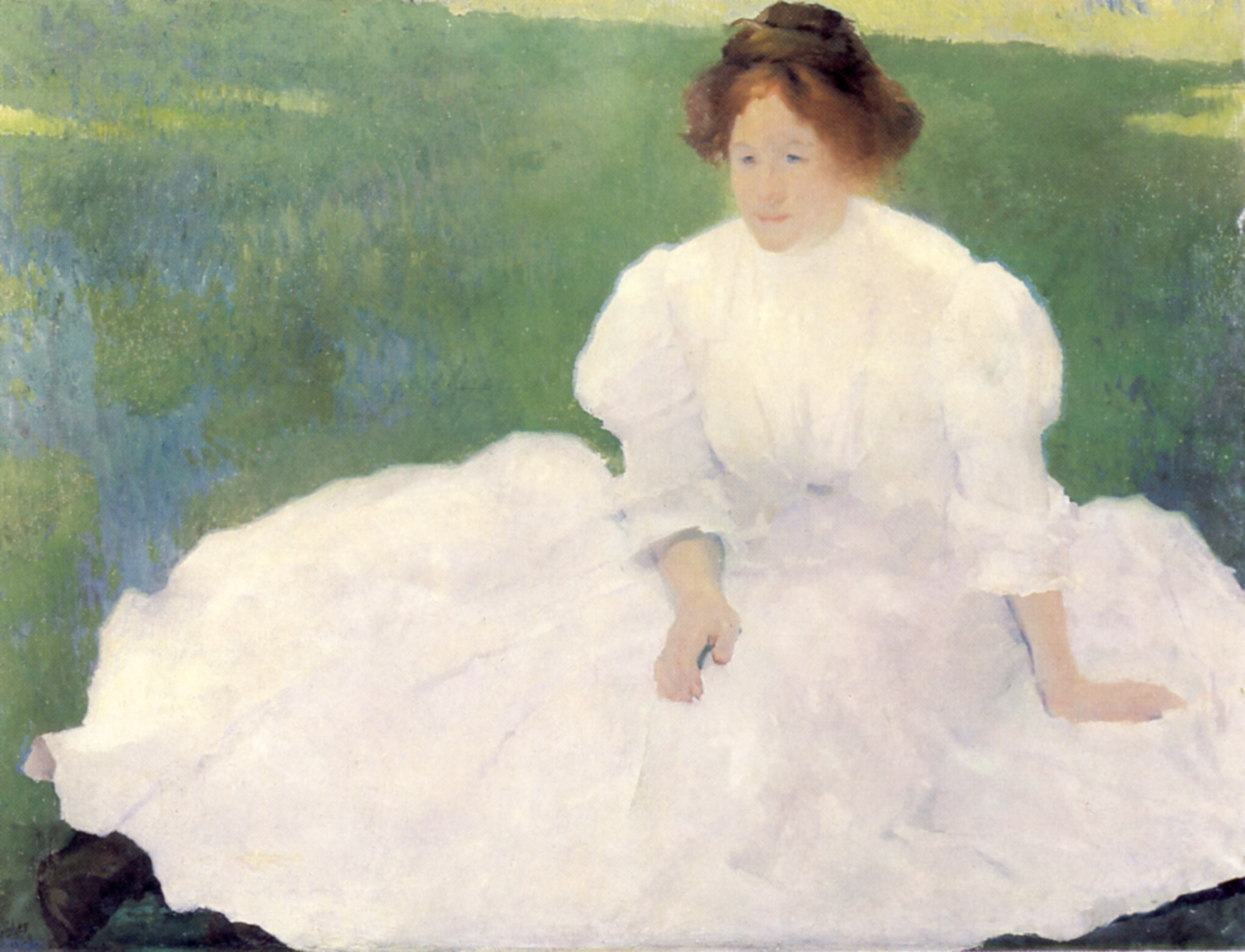
Olga auf grüner Wiese (Ölfarbe auf Leinen, 1908)
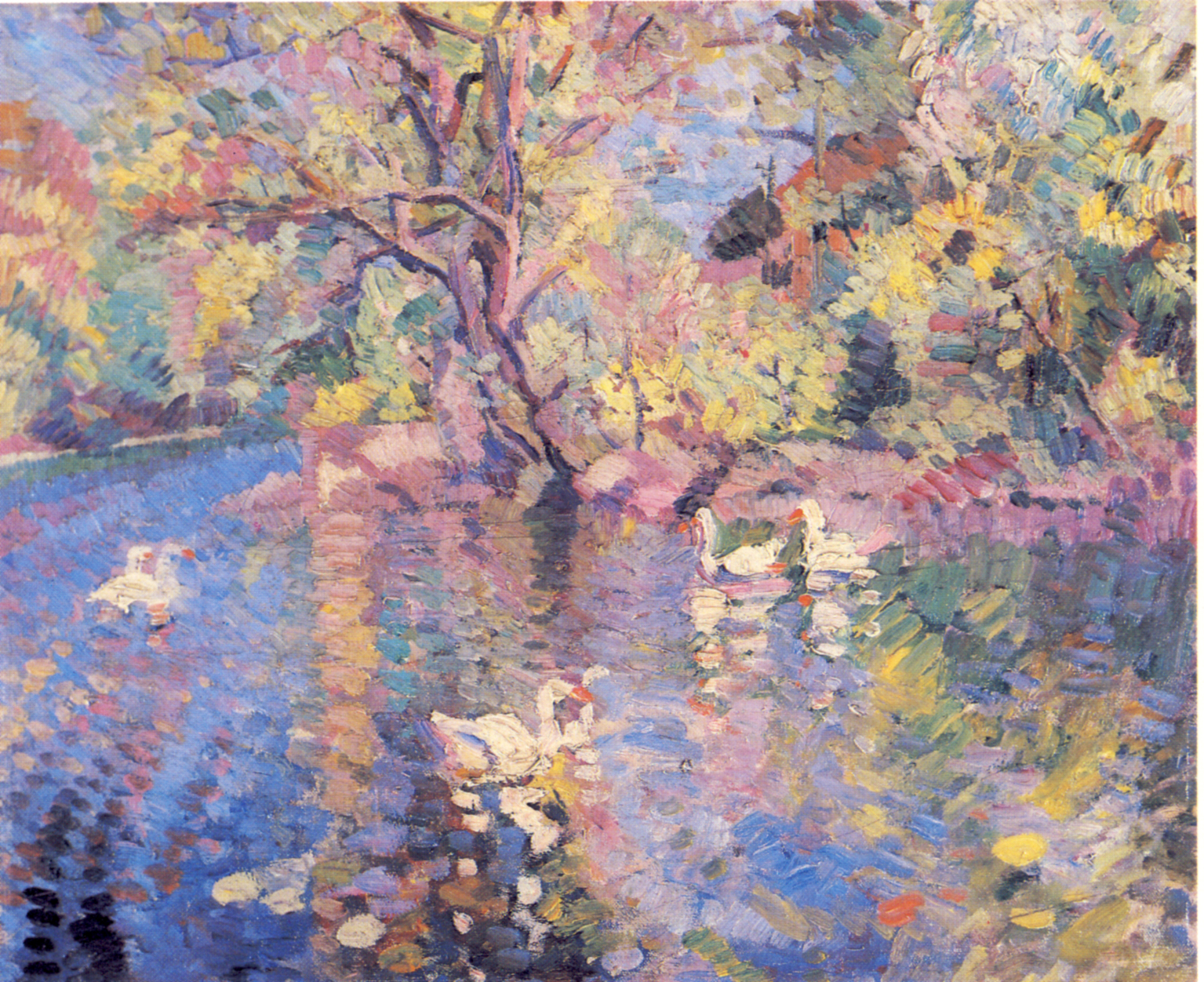
Schwäne im Park (Ölfarbe auf Leinen, 1910)
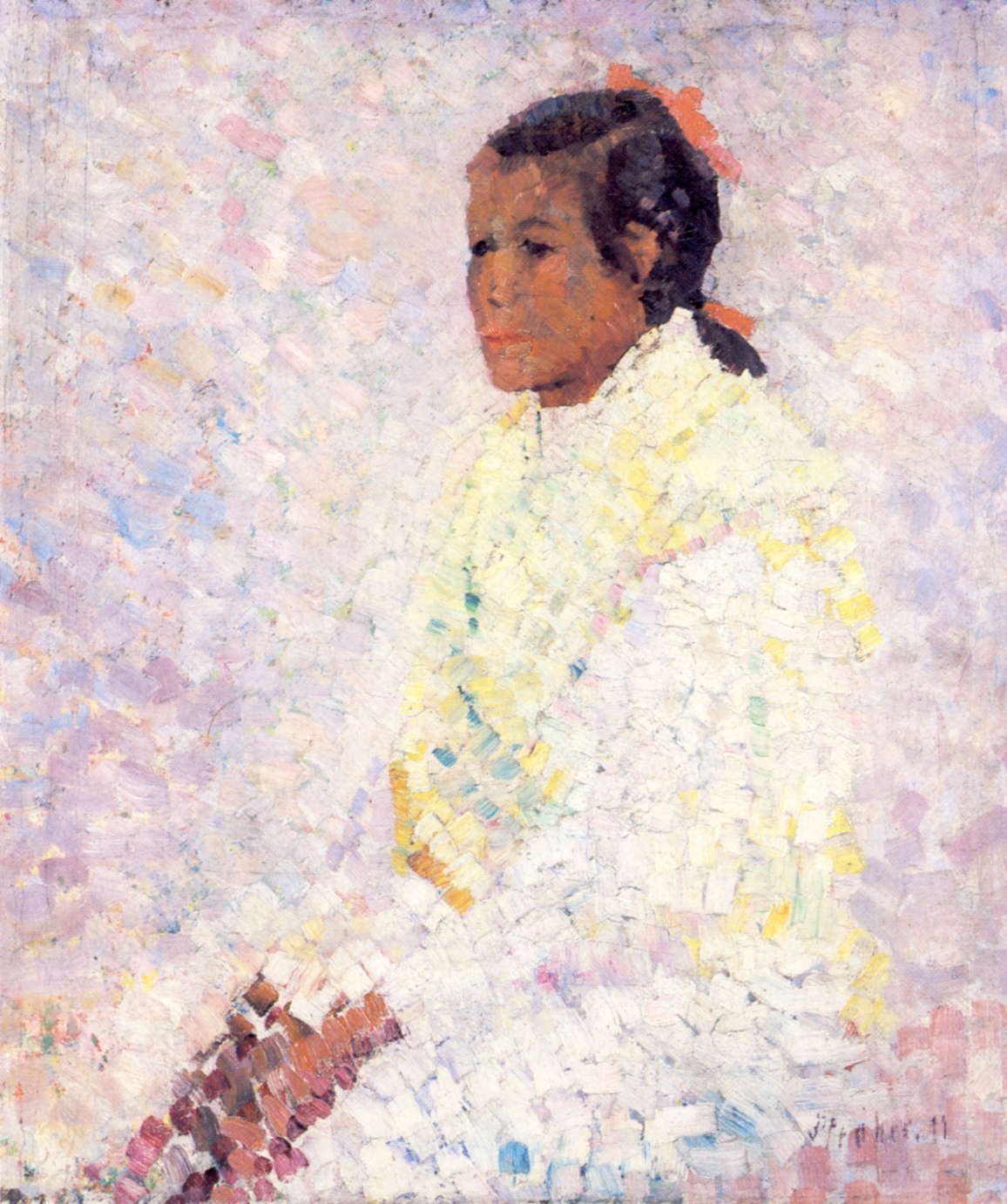
Spanisches Mädchen (Ölfarbe auf Leinen, 1911)
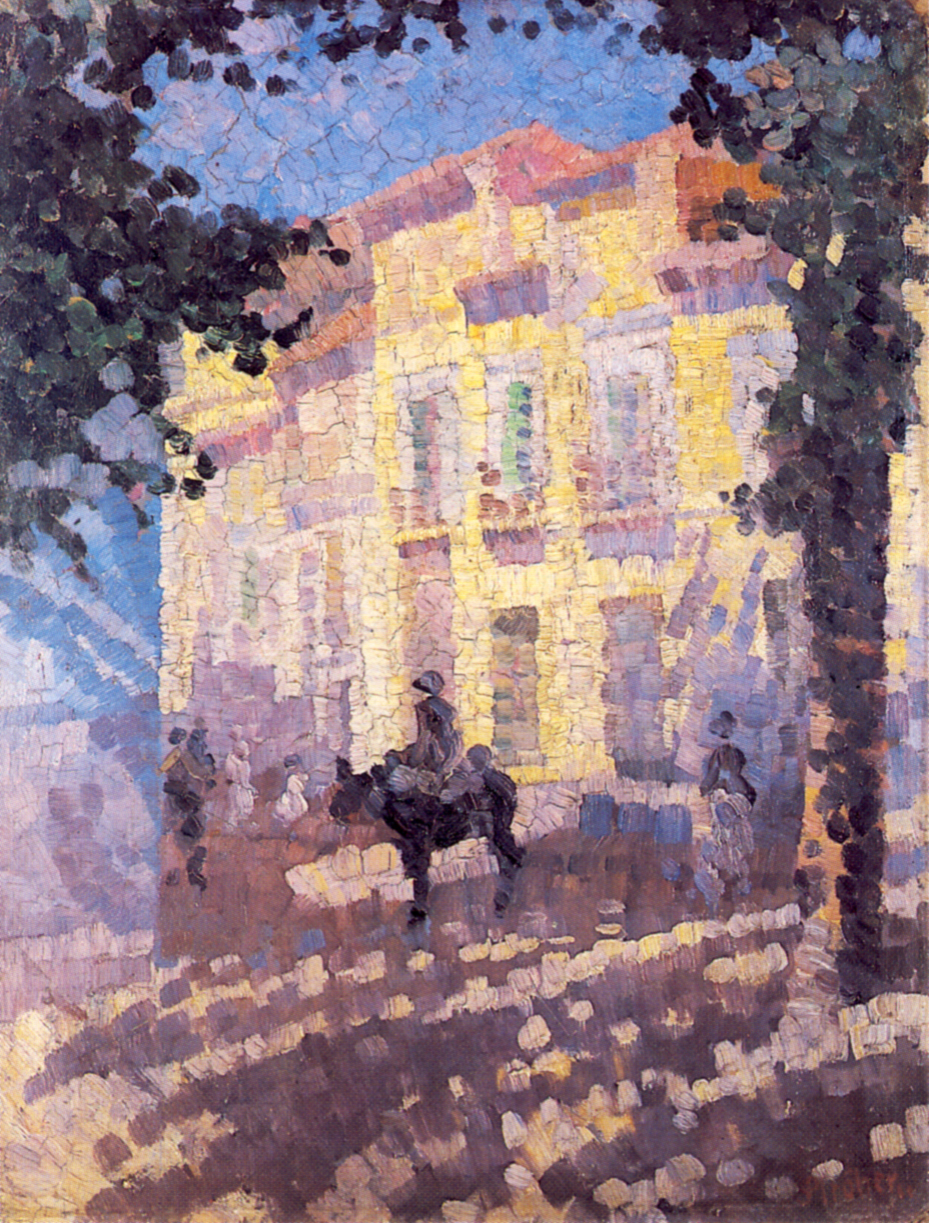
Spanische Straßenszene (Ölfarbe auf Pappe, 1911)
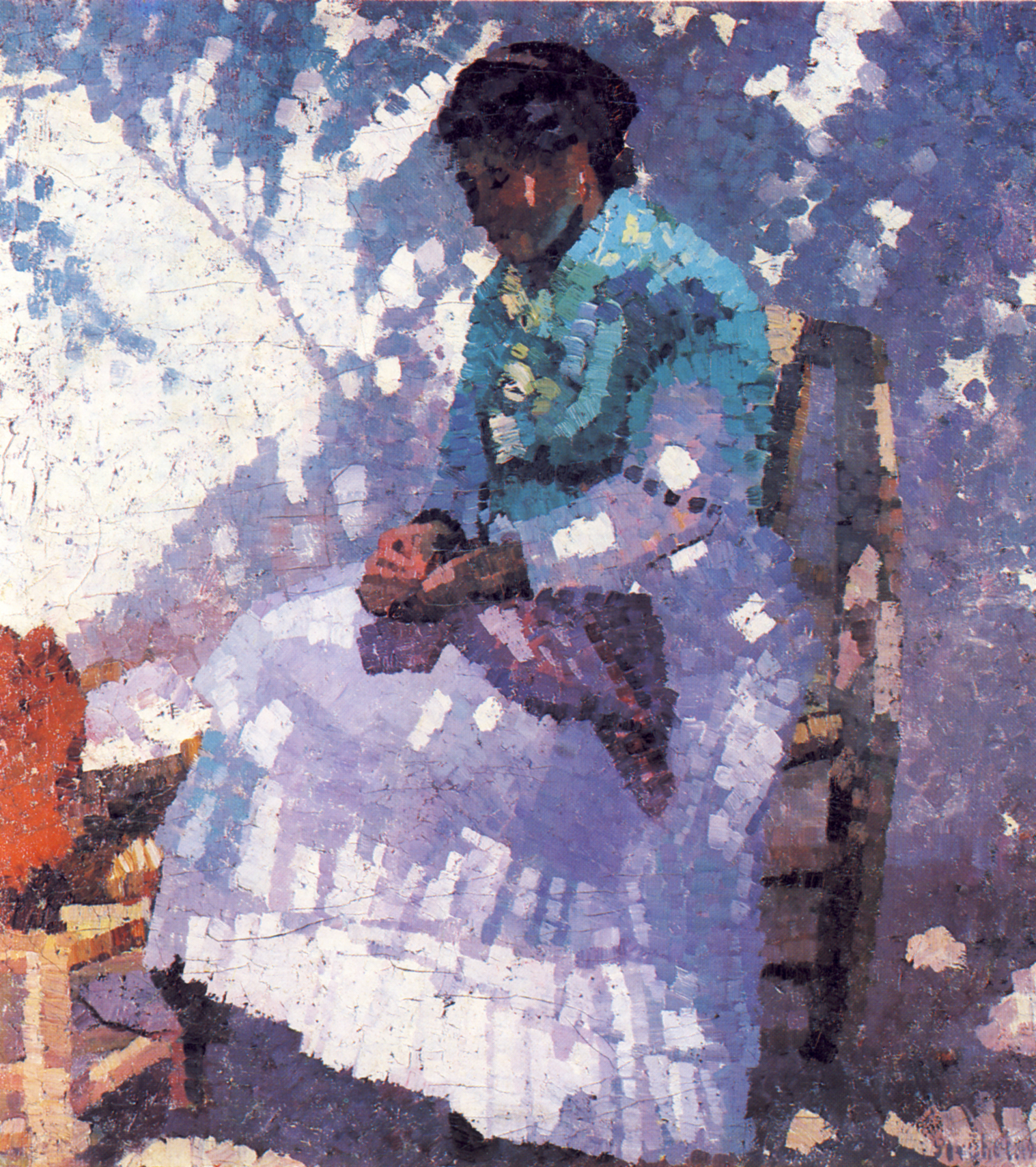
Spanierin beim Nähen (Ölfarbe auf Leinen, 1912)
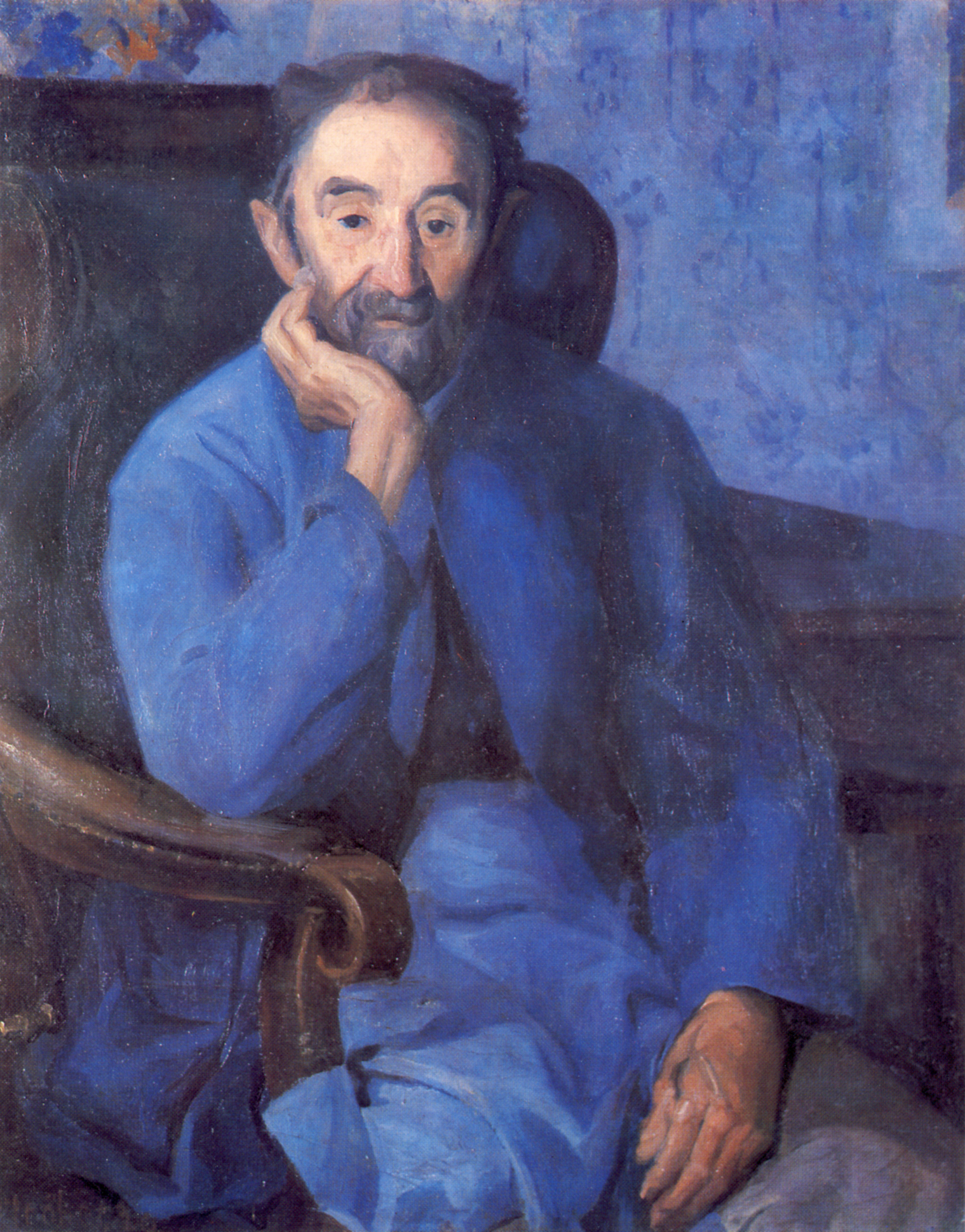
Vater in blauer Jacke (Ölfarbe auf Leinen, 1920)
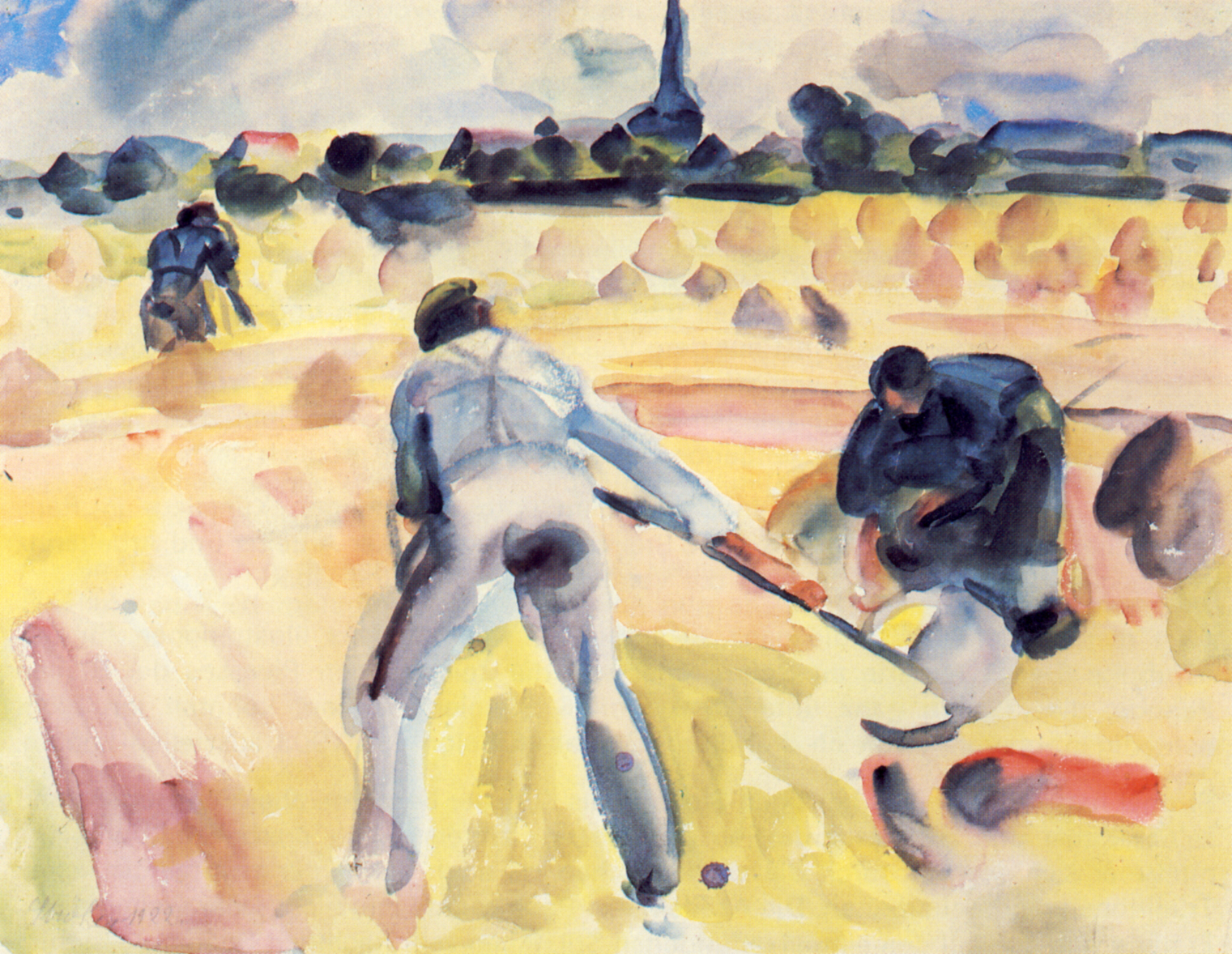
Mäher und Binderin (Aquarell, 1922)
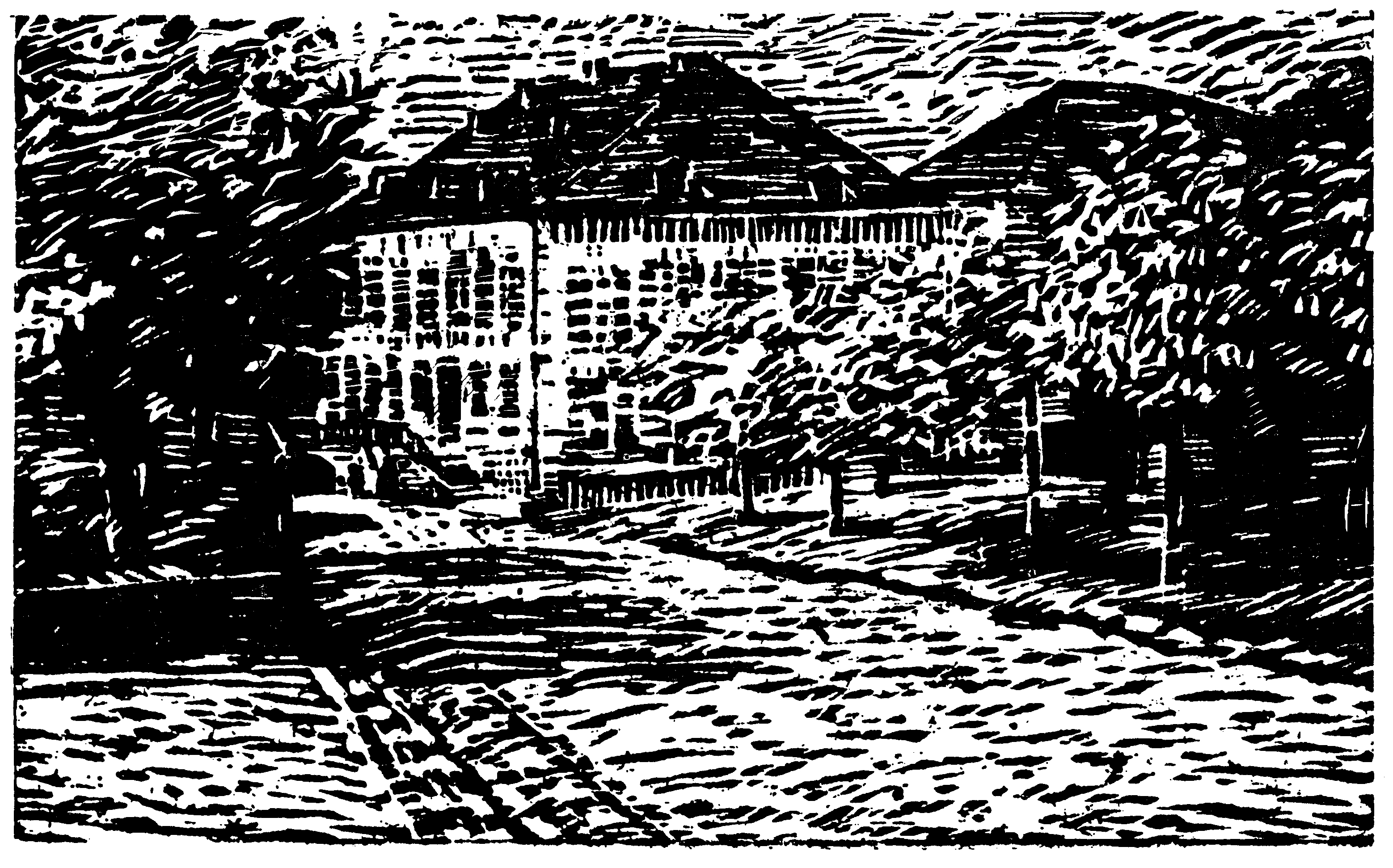
Marktplatz mit Gasthaus Fuchss in Irmenach (Postkarte, um 1925)
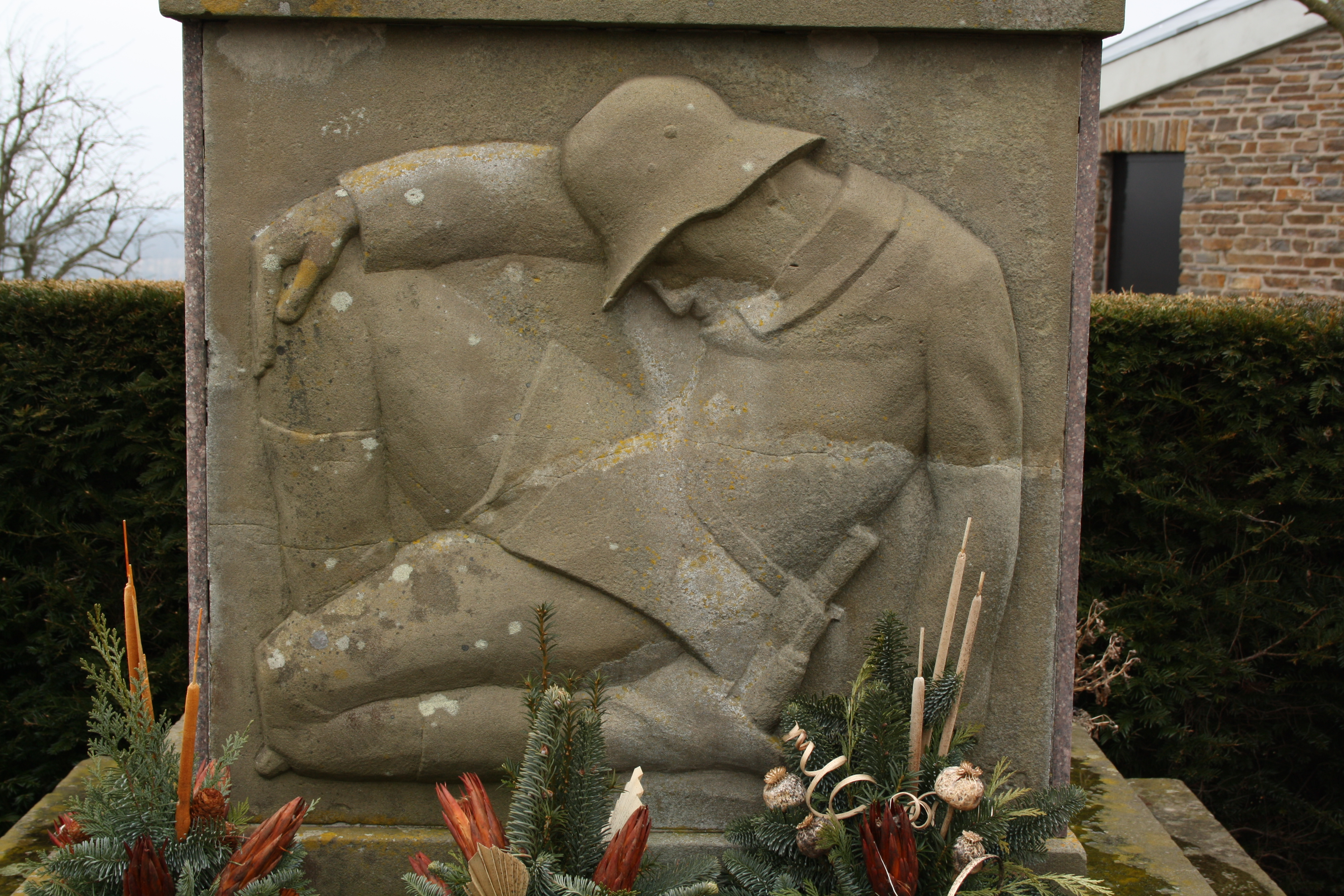
Ehrenmal auf dem Irmenacher Friedhof
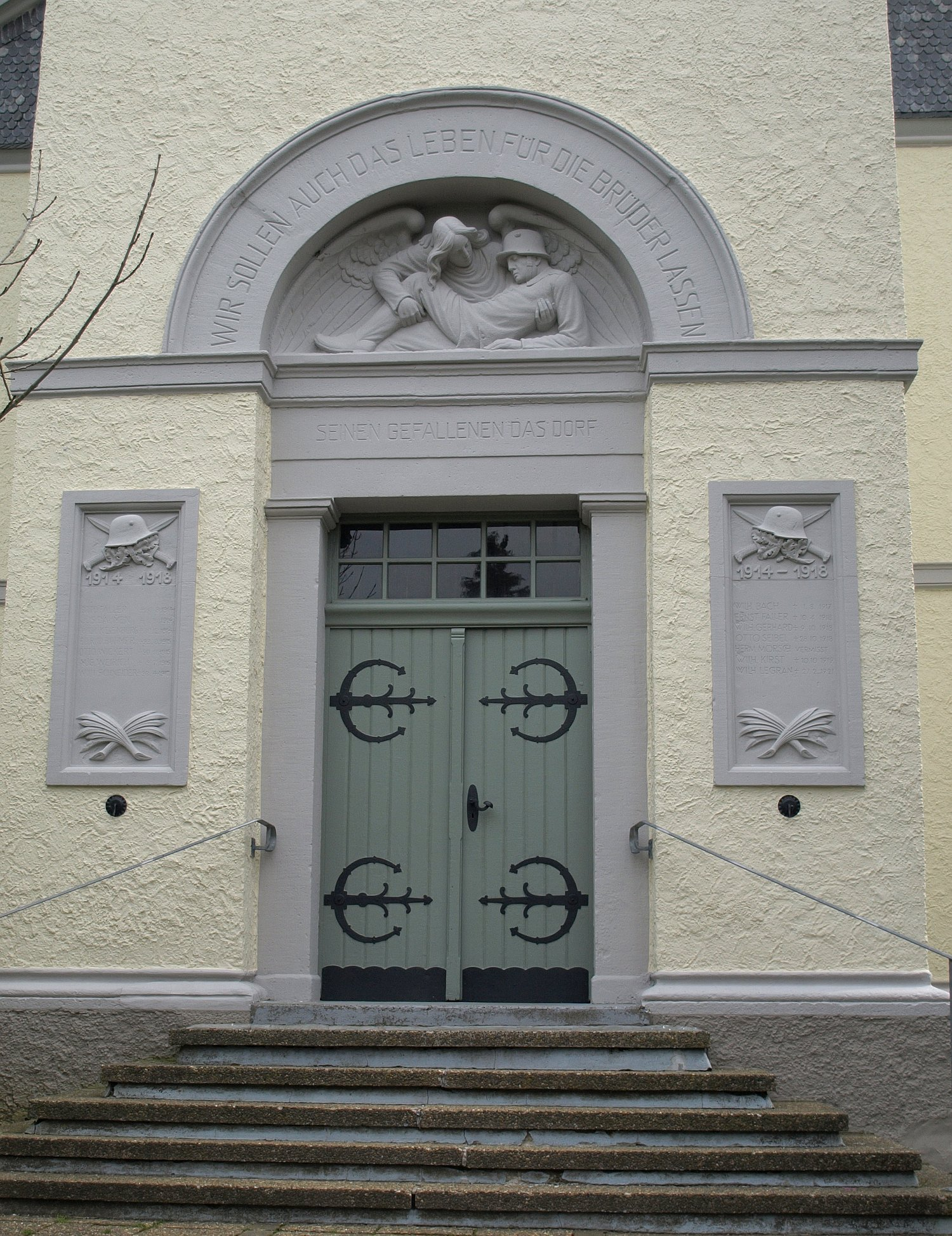
Ehrenmal an der ev. Kirche in Büchenbeuren